# Kontynentalne kwalifikacje w piłce siatkowej mężczyzn do Letnich Igrzysk Olimpijskich 2016
Kontynentalne kwalifikacje stanowią drugą szansę (po Pucharze Świata) dla drużyn zrzeszonych w federacjach Ameryki Północnej, Ameryki Południowej i Afryki na awans do turnieju olimpijskiego w piłce siatkowej mężczyzn na Letnich Igrzyskach Olimpijskich 2016.

## System rozgrywek
Afryka
Gospodarzem turnieju jest stolica Konga, Brazzaville. W turnieju bierze udział 7 zespołów rozdzielonych na dwie grupy. W grupie A znajdują się 3 drużyny, w grupie B - 4 drużyny. Rozgrywki w grupach odbywają się systemem "każdy z każdym". Do półfinału awansują po dwie najlepsze drużyny z każdej grupy. Zwycięzca turnieju uzyska bezpośredni awans na Igrzyska Olimpijskie, zespoły z miejsca drugiego oraz trzeciego wystąpią w turnieju interkontynentalnym.
Ameryka Północna i Południowa
Cztery zespoły biorą udział w turnieju grając systemem "każdy z każdym". Na igrzyska olimpijskie awansuje zwycięzca zawodów. Zespół z drugiego miejsca weźmie udział w światowym turnieju kwalifikacyjnym, a zespół z trzeciej pozycji zagra w turnieju interkontynentalnym.

## Afryka
Miejsce:  Gymnase Henri Elendé, Brazzaville
Data: 7-12 stycznia 2016
Grupa A
| Lp. | Drużyna | Mecze | Mecze   | Mecze   | Pkt | Sety | Sety | Sety  | Małe punkty | Małe punkty | Małe punkty |
| Lp. | Drużyna | M     | W (3:2) | P (2:3) | Pkt | wyg. | prz. | ratio | zdob.       | str.        | ratio       |
| --- | ------- | ----- | ------- | ------- | --- | ---- | ---- | ----- | ----------- | ----------- | ----------- |
| 1   | Egipt   | 2     | 2 (0)   | 0 (0)   | 6   | 6    | 1    | 6.000 | 175         | 136         | 1.287       |
| 2   | Tunezja | 2     | 1 (0)   | 1 (0)   | 3   | 3    | 4    | 0.750 | 137         | 136         | 1.007       |
| 3   | Kongo   | 2     | 0 (0)   | 2 (0)   | 0   | 1    | 6    | 0.167 | 134         | 175         | 0.766       |

Źródło: http://web.archive.org/web/20160127103443/http://www.cavb.org/pagescom.php?option=pagedetail&id=477
Punktacja: 3:0 i 3:1 – 3 pkt; 3:2 – 2 pkt; 2:3 – 1 pkt; 1:3 i 0:3 – 0 pkt
Zasady ustalania kolejności: 1. liczba zwycięstw; 2. liczba punktów; 3. stosunek setów; 4. stosunek małych punktów; 5. bilans w bezpośrednich meczach
| Data | Godzina | Drużyna 1 | Wynik | Drużyna 2 | Set 1 | Set 2 | Set 3 | Set 4 | Set 5 | Widzów | Raport |
| ---- | ------- | --------- | ----- | --------- | ----- | ----- | ----- | ----- | ----- | ------ | ------ |
| 7.01 | 16:00   | Tunezja   | 3:0   | Kongo     | 25-22 | 25-17 | 25-21 |       |       | 500    |        |
| 8.01 | 16:00   | Egipt     | 3:1   | Kongo     | 25-16 | 25-15 | 25-27 | 25-16 |       | 600    |        |
| 9.01 | 18:00   | Egipt     | 3:0   | Tunezja   | 25-22 | 25-20 | 25-20 |       |       | 200    |        |

Grupa B
| Lp. | Drużyna                       | Mecze | Mecze   | Mecze   | Pkt | Sety | Sety | Sety  | Małe punkty | Małe punkty | Małe punkty |
| Lp. | Drużyna                       | M     | W (3:2) | P (2:3) | Pkt | wyg. | prz. | ratio | zdob.       | str.        | ratio       |
| --- | ----------------------------- | ----- | ------- | ------- | --- | ---- | ---- | ----- | ----------- | ----------- | ----------- |
| 1   | Algieria                      | 3     | 3 (0)   | 0 (0)   | 9   | 9    | 0    | MAX   | 225         | 143         | 1.573       |
| 2   | Kamerun                       | 3     | 2 (0)   | 1 (0)   | 6   | 6    | 3    | 2.000 | 196         | 194         | 1.010       |
| 3   | Demokratyczna Republika Konga | 3     | 1 (0)   | 2 (0)   | 3   | 3    | 7    | 0.429 | 221         | 225         | 0.982       |
| 4   | Nigeria                       | 3     | 0 (0)   | 3 (0)   | 0   | 1    | 9    | 0.111 | 198         | 250         | 0.792       |

Źródło: http://web.archive.org/web/20160127103443/http://www.cavb.org/pagescom.php?option=pagedetail&id=477
Punktacja: 3:0 i 3:1 – 3 pkt; 3:2 – 2 pkt; 2:3 – 1 pkt; 1:3 i 0:3 – 0 pkt
Zasady ustalania kolejności: 1. liczba zwycięstw; 2. liczba punktów; 3. stosunek setów; 4. stosunek małych punktów; 5. bilans w bezpośrednich meczach
| Data | Godzina | Drużyna 1                     | Wynik | Drużyna 2                     | Set 1 | Set 2 | Set 3 | Set 4 | Set 5 | Widzów | Raport |
| ---- | ------- | ----------------------------- | ----- | ----------------------------- | ----- | ----- | ----- | ----- | ----- | ------ | ------ |
| 7.01 | 14:00   | Kamerun                       | 3:0   | Demokratyczna Republika Konga | 25-21 | 25-18 | 25-22 |       |       | 200    |        |
| 7.01 | 18:00   | Algieria                      | 3:0   | Nigeria                       | 25-14 | 25-21 | 25-16 |       |       | 200    |        |
| 8.01 | 14:00   | Demokratyczna Republika Konga | 3:1   | Nigeria                       | 21-25 | 26-24 | 28-26 | 25-14 |       | 200    |        |
| 8.01 | 18:00   | Kamerun                       | 0:3   | Algieria                      | 17-25 | 13-25 | 16-25 |       |       | 100    |        |
| 9.01 | 14:00   | Algieria                      | 3:0   | Demokratyczna Republika Konga | 25-17 | 25-18 | 25-11 |       |       | 100    |        |
| 9.01 | 16:00   | Nigeria                       | 0:3   | Kamerun                       | 18-25 | 20-25 | 20-25 |       |       | 150    |        |

Mecz o 5. miejsce
| Data  | Godzina | Drużyna 1 | Wynik | Drużyna 2                     | Set 1 | Set 2 | Set 3 | Set 4 | Set 5 | Widzów | Raport |
| ----- | ------- | --------- | ----- | ----------------------------- | ----- | ----- | ----- | ----- | ----- | ------ | ------ |
| 11.01 | 14:00   | Kongo     | 3:0   | Demokratyczna Republika Konga | 25-22 | 26-24 | 25-18 |       |       | 300    |        |

Półfinały
| Data  | Godzina | Drużyna 1 | Wynik | Drużyna 2 | Set 1 | Set 2 | Set 3 | Set 4 | Set 5 | Widzów | Raport |
| ----- | ------- | --------- | ----- | --------- | ----- | ----- | ----- | ----- | ----- | ------ | ------ |
| 11.01 | 16:00   | Egipt     | 3:0   | Kamerun   | 25-22 | 25-17 | 25-19 |       |       | 250    |        |
| 11.01 | 18:00   | Algieria  | 2:3   | Tunezja   | 26-24 | 22-25 | 25-15 | 26-28 | 13-15 | 500    |        |

Mecz o 3. miejsce
| Data  | Godzina | Drużyna 1 | Wynik | Drużyna 2 | Set 1 | Set 2 | Set 3 | Set 4 | Set 5 | Widzów | Raport |
| ----- | ------- | --------- | ----- | --------- | ----- | ----- | ----- | ----- | ----- | ------ | ------ |
| 12.01 | 16:00   | Kamerun   | 2:3   | Algieria  | 25-18 | 24-26 | 13-25 | 25-18 | 13-15 | 350    |        |

Finał
| Data  | Godzina | Drużyna 1 | Wynik | Drużyna 2 | Set 1 | Set 2 | Set 3 | Set 4 | Set 5 | Widzów | Raport |
| ----- | ------- | --------- | ----- | --------- | ----- | ----- | ----- | ----- | ----- | ------ | ------ |
| 12.01 | 18:00   | Egipt     | 3:2   | Tunezja   | 25-19 | 20-25 | 25-18 | 19-25 | 16-14 | 350    |        |

Klasyfikacja końcowa
| Miejsce | Zespół                        |
| ------- | ----------------------------- |
| 1       | Egipt                         |
| 2       | Tunezja                       |
| 3       | Algieria                      |
| 4       | Kamerun                       |
| 5       | Kongo                         |
| 6       | Demokratyczna Republika Konga |
| 7       | Nigeria                       |

|  | Kwalifikacja na igrzyska olimpijskie                           |
|  | Kwalifikacja do interkontynentalnego turnieju kwalifikacyjnego |

## Ameryka Północna
Miejsce: Saville Community Sports Centre, Edmonton
Data: 8-10 stycznia 2016

### Tabela
| Lp. | Drużyna   | Mecze | Mecze | Mecze | Pkt | Małe punkty | Małe punkty | Małe punkty | Sety | Sety | Sety  |
| Lp. | Drużyna   | M     | W     | P     | Pkt | zdob.       | str.        | ratio       | wyg. | prz. | ratio |
| --- | --------- | ----- | ----- | ----- | --- | ----------- | ----------- | ----------- | ---- | ---- | ----- |
| 1   | Kuba      | 3     | 3     | 0     | 15  | 233         | 190         | 1.226       | 9    | 0    | MAX   |
| 2   | Kanada    | 3     | 2     | 1     | 10  | 207         | 194         | 1.067       | 6    | 3    | 2.000 |
| 3   | Meksyk    | 3     | 1     | 2     | 3   | 224         | 258         | 0.868       | 3    | 8    | 0.375 |
| 4   | Portoryko | 3     | 0     | 3     | 2   | 242         | 264         | 0.917       | 2    | 9    | 0.222 |

Źródło: http://web.archive.org/web/20160112044056/http://www.norceca.net/2015%20Events/Men%20Olympic%20Qualification/Calendar%202016%20Men%20Olympic%20Qualification.htm
Punktacja: 3:0 – 5 pkt, 3:1 – 4 pkt, 3:2 – 3 pkt, 2:3 – 2 pkt, 1:3 – 1 pkt, 0:3 – 0 pkt
Zasady ustalania kolejności: 1. liczba zwycięstw; 2. liczba punktów; 3. stosunek małych punktów; 4. stosunek setów; 5. bilans w bezpośrednich meczach

### Wyniki spotkań
W tabeli podano godziny według czasu polskiego
| Data  | Godzina | Drużyna 1 | Wynik | Drużyna 2 | Set 1 | Set 2 | Set 3 | Set 4 | Set 5 | Widzów | Raport |
| ----- | ------- | --------- | ----- | --------- | ----- | ----- | ----- | ----- | ----- | ------ | ------ |
| 9.01  | 1:00    | Kanada    | 3:0   | Meksyk    | 25-19 | 25-23 | 25-16 |       |       | 2400   | P1     |
| 9:01  | 3:00    | Kuba      | 3:0   | Portoryko | 25-22 | 25-20 | 33-31 |       |       | 1500   | P2     |
| 9.01  | 21:30   | Kanada    | 3:0   | Portoryko | 25-16 | 25-22 | 25-23 |       |       | 3000   | P3     |
| 10.01 | 0:00    | Meksyk    | 0:3   | Kuba      | 15-25 | 22-25 | 23-25 |       |       | 1200   | P4     |
| 11.01 | 1:00    | Portoryko | 2:3   | Meksyk    | 25-23 | 25-16 | 24-26 | 24-26 | 10-15 | 3000   | P5     |
| 11.01 | 3:00    | Kanada    | 0:3   | Kuba      | 15-25 | 21-25 | 21-25 |       |       | 3000   | P6     |

### Klasyfikacja końcowa
| Miejsce | Zespół    |
| ------- | --------- |
| 1       | Kuba      |
| 2       | Kanada    |
| 3       | Meksyk    |
| 4       | Portoryko |

|  | Kwalifikacja na igrzyska olimpijskie                           |
|  | Kwalifikacja do światowego turnieju kwalifikacyjnego           |
|  | Kwalifikacja do interkontynentalnego turnieju kwalifikacyjnego |

## Ameryka Południowa
Miejsce:  Domo José María Vargas, Maiquetía

Data: 9-11 października 2015

### Tabela
| Lp. | Drużyna   | Mecze | Mecze   | Mecze   | Pkt | Sety | Sety | Sety  | Małe punkty | Małe punkty | Małe punkty |
| Lp. | Drużyna   | M     | W (3:2) | P (2:3) | Pkt | wyg. | prz. | ratio | zdob.       | str.        | ratio       |
| --- | --------- | ----- | ------- | ------- | --- | ---- | ---- | ----- | ----------- | ----------- | ----------- |
| 1   | Argentyna | 3     | 3 (1)   | 0 (0)   | 8   | 9    | 2    | 4.500 | 264         | 192         | 1.375       |
| 2   | Wenezuela | 3     | 2 (1)   | 1 (1)   | 6   | 8    | 6    | 1.333 | 302         | 311         | 0.971       |
| 3   | Chile     | 3     | 1 (1)   | 2 (1)   | 3   | 5    | 8    | 0.625 | 287         | 299         | 0.960       |
| 4   | Kolumbia  | 3     | 0 (0)   | 3 (1)   | 1   | 3    | 9    | 0.333 | 254         | 306         | 0.830       |

Źródło: http://www.voleysur.org/v2/resultados/resultadospiso.asp?ano=2015&camp=122
Punktacja: 3:0 i 3:1 – 3 pkt; 3:2 – 2 pkt; 2:3 – 1 pkt; 1:3 i 0:3 – 0 pkt
Zasady ustalania kolejności: 1. liczba zwycięstw; 2. liczba punktów; 3. stosunek setów; 4. stosunek małych punktów; 5. bilans w bezpośrednich meczach

### Wyniki spotkań
W tabeli podano godziny według czasu polskiego.
| Data  | Godzina | Drużyna 1 | Wynik | Drużyna 2 | Set 1   | Set 2   | Set 3   | Set 4   | Set 5   | Widzów | Raport  |
| ----- | ------- | --------- | ----- | --------- | ------- | ------- | ------- | ------- | ------- | ------ | ------- |
| 9.10  | 21:30   | Argentyna | 3 – 0 | Kolumbia  | 25 – 13 | 25 – 19 | 25 – 13 |         |         | –      | Raport  |
| 10.10 | 0:30    | Chile     | 2 – 3 | Wenezuela | 18 – 25 | 21 – 25 | 25 – 20 | 27 – 25 | 11 – 15 | –      | Raport  |
| 10.10 | 21:30   | Argentyna | 3 – 0 | Chile     | 25 – 22 | 25 – 17 | 25 – 19 |         |         | –      | Raport  |
| 11.10 | 0:30    | Wenezuela | 3 – 1 | Kolumbia  | 25 – 19 | 25 – 22 | 23 – 25 | 31 – 29 |         | –      | Raport  |
| 11.10 | 21:30   | Kolumbia  | 2 – 3 | Chile     | 36 – 34 | 20 – 25 | 18 – 25 | 30 – 28 | 10 – 15 | –      | Raport] |
| 12.10 | 0:30    | Wenezuela | 2 – 3 | Argentyna | 12 – 25 | 25 – 22 | 12 – 25 | 27 – 25 | 12 – 15 | –      | Raport  |

### Klasyfikacja końcowa
| Miejsce | Zespół    |
| ------- | --------- |
| 1       | Argentyna |
| 2       | Wenezuela |
| 3       | Chile     |
| 4       | Kolumbia  |

|  | Kwalifikacja na igrzyska olimpijskie                           |
|  | Kwalifikacja do światowego turnieju kwalifikacyjnego           |
|  | Kwalifikacja do interkontynentalnego turnieju kwalifikacyjnego |